# 4e armée (Frankreich)
Die 4e armée (deutsch 4. Armee) war eine Armee des französischen Heeres, die im Ersten und Zweiten Weltkrieg zum Einsatz kam.

## Erster Weltkrieg
Die 4e armée war im Ersten Weltkrieg eine der fünf Armeen, die bei der Mobilmachung nach dem Plan XVII aufgestellt wurden. Sie verfügte zu dieser Zeit über drei Armeekorps (XII., XVII. und I. Kolonialkorps) und eine Kavalleriedivision (9.) und wurde von General Fernand Louis Langle de Cary befehligt.
Die Armee wurde, nachdem ihr ein Vorgehen durch die Ardennen befohlen worden war, in der Schlacht bei Neufchâteau (22. bis 23. August 1914) von der deutschen 4. Armee unter Albrecht von Württemberg besiegt und zum Zurückgehen auf die Maas und später hinter die Marne gezwungen. Nach der Schlacht an der Marne hielt die Armee die Front in der Champagne mit Hauptquartier in Châlons. Von Dezember 1914 bis März 1915 war sie an der Winterschlacht in der Champagne beteiligt. Ab September 1915 folgte die Teilnahme an der Herbstschlacht in der Champagne und zu Beginn des Jahres 1916 Kämpfe um die Ferme de Navarin.

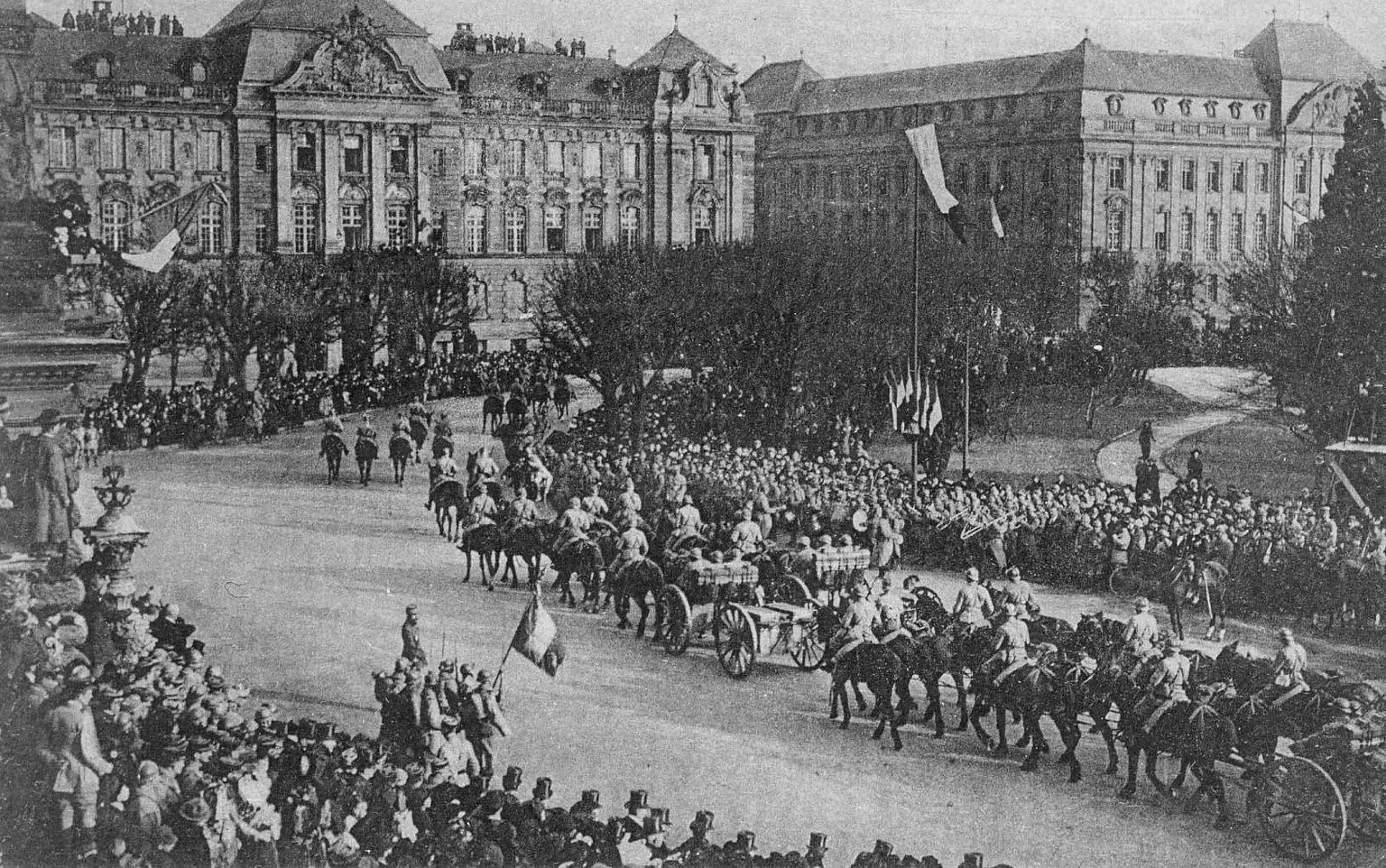
Einzug der 4. Armee in Straßburg, 22. November 1918

Ab April 1917 griff die Armee während der Schlacht an der Aisne im Raum Auberive-sur-Suippe an. Im Mai und Juni 1918 wurden britische Truppen im Bereich der 4. Armee eingesetzt. Vom 15. bis 18. Juli schlug sie Angriffe der deutschen Armeen östlich von Reims zurück. Im Zuge der Maas-Argonnen-Offensive im September und Oktober 1918 ging sie mit der rechts benachbarten First United States Army vor und erreichte die Aisne, um bis zum Waffenstillstand in den Raum Sedan – Mézières vorzudringen. Nach dem Waffenstillstand besetzte die Armee nach der vertraglich geforderten deutschen Räumung das Elsass. Teile der Armee, geführt von General Gouraud, zogen am 22. November 1918 in Straßburg ein.

### Oberbefehlshaber
- ab 2. August 1914: Fernand Louis Langle de Cary
- ab 11. Dezember 1915: Henri Gouraud
- ab 19. Dezember 1916: Émile Fayolle
- ab 31. Dezember 1916: Pierre Roques
- ab 23. März 1917: François Anthoine
- ab 15. Juni 1917: Henri Gouraud

## Zweiter Weltkrieg
Im Zweiten Weltkrieg wurde die Armee im September 1939 zur Verteidigung der Maginot-Linie im Bereich der Saar und Lothringens unter General Édouard Réquin aufgestellt.
Sie war Teil der 2. Heeresgruppe (Osten) unter André-Gaston Prételat und verfügte zu Beginn des deutschen Westfeldzugs über zwei Armeekorps und zwei unabhängige Divisionen, davon eine polnische. Im Juni 1940 schloss sie sich der 4. Heeresgruppe an.
Im Zuge der Saar-Offensive, einer kleinen Offensive zu Beginn des Sitzkrieges, rückten im September 1939 Truppen der 2. Heeresgruppe einige Kilometer auf deutsches Gebiet vor.
Nach der Niederlage Frankreichs im Juni 1940 wurde sie aufgelöst.

### Zusammensetzung am 10. Mai 1940

#### 9. Armeekorps
- 47. Infanteriedivision
- 5. Maschinengewehrbataillon
- 11. Infanteriedivision
- 11. Korpsaufklärungsgruppe
- 121. Regiment der schweren pferdegestützten Artillerie
- befestigter Sektor von Faulquemont

#### 20. Armeekorps
- 82. afrikanische Infanteriedivision
- 52. Infanteriedivision
- befestigter Sektor des Saarlandes
- 58. motorisiertes Maschinengewehrbataillon

#### Gruppe der Kampfpanzerbataillone 5041
- 10. Kampfpanzerbataillon
- 11. Kampfpanzerbataillon

#### Gruppe der Kampfpanzerbataillone 5021
- 20. Kampfpanzerbataillon
- 24. Kampfpanzerbataillon

- 45. Infanteriedivision
- 1. polnische Infanteriedivision
- 23. Infanteriedivision (Anfang 1940 abgezogen)